# 巴西—聖多美和普林西比關係
巴西－聖多美和普林西比關係（葡萄牙語：Relações entre Brasil e Guiné-Bissau）是指巴西與非洲海岛国家聖多美和普林西比历史上与现代的双边外交關係。两国都是葡萄牙語圈的一部分，在葡萄牙殖民帝國时期就已经有所往来。聖多美和普林西比独立后1975年，巴西即与聖多美和普林西比建立大使级外交关系。2003年卢拉成为巴西总统以来，两国关系迅速发展，巴西也在圣多美设立大使馆。现今，巴西与聖多美和普林西比亦通过在联合国、葡萄牙语国家共同体、77國集團等多個國際組織的合作交流加深了邦誼。

## 政治交流

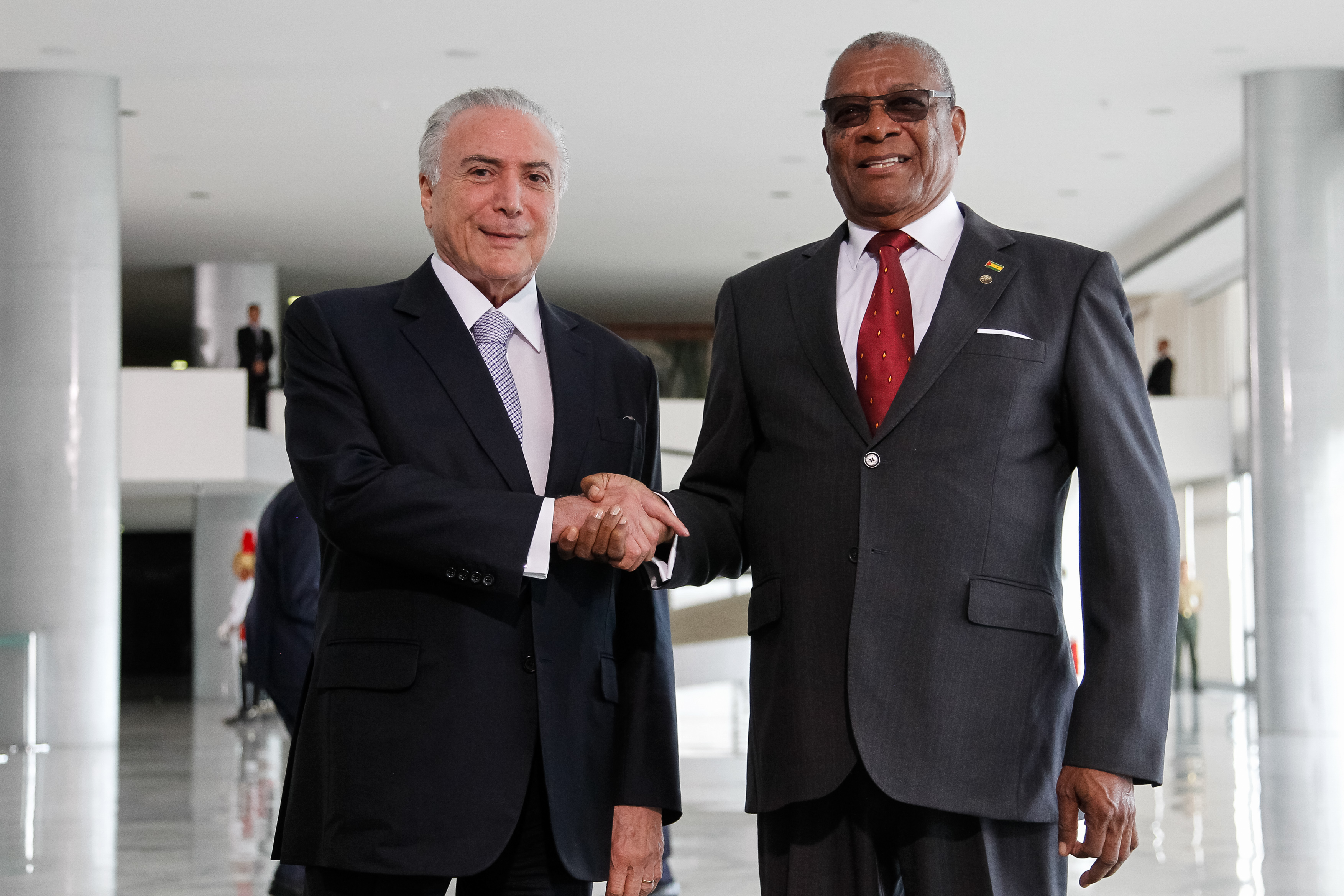
圣多美普林西比总统埃瓦里斯托·卡瓦略会见巴西总统米歇爾·特梅爾

在16世纪，巴西与聖多美和普林西比皆处于葡萄牙殖民帝国的统治下，当时，一些非洲人奴隶也被葡萄牙殖民者从圣普贩卖到巴西。与此同时，随着双边交流日趋密切，也有一些巴西人成为了葡屬聖多美普林西比的殖民官员。1822年，巴西帝國脱离葡萄牙-巴西-阿爾加維聯合王國独立，巴西皇帝佩德罗一世有意愿并吞葡萄牙在非洲的殖民地，但遭到了英国与葡萄牙的联合反对。1825年11月15日，葡萄牙王国与巴西帝国签订《1825年里约热内卢条约》，承认巴西的独立。但其中第三款规定巴西帝国不得接受任何葡萄牙殖民地加入巴西。
随着奴隶贸易终结，加之欧洲列强进入非洲，巴西逐渐地疏远了与葡屬聖多美普林西比的联系，转而加强与其他拉丁美洲国家、欧洲国家及美国的关系。在此期间，巴西与葡屬聖多美普林西比的交流，更多地体现为巴葡关系的延伸；20世纪70年代以前的巴西更长期支持葡萄牙在非洲的殖民统治，并提出建立非洲-巴西-葡萄牙共同体。此时，巴西与葡萄牙政府还签署了商业条约，葡萄牙也向巴西开放了葡屬聖多美普林西比等地的海港。
1973年，石油危机爆发后，巴西转变了对葡萄牙殖民统治的对策，在1975年聖多美和普林西比關係独立后，巴西立即给予外交承认。1979年，若昂·菲格雷多出任巴西总统后，采取平等互利、互相尊重、独立自主的外交政策，加强与包括圣多美和普林西比在内的非洲国家各领域联系。1996年，巴、圣普等国更共同成立了葡萄牙语国家共同体。但在此期间，巴西仍然将美国作为外交政策的中心，巴、圣普关系还是相对冷淡。
2002年，圣普总统弗拉迪克·德梅内塞斯出访巴西，开启了双边高层互访，此后圣普高层亦频繁造访巴西。2003年，卢拉上台后，巴西重新加强了与圣普的联系，于当年11月出访圣普，期间，巴西政府在圣多美设立大使馆及巴西文化中心，两国也就教育、卫生、体育、农业等问题签署了八项协议。2004年，卢拉再度访问圣普，就关税问题与圣普政府签署协议。两国在促進和平、自由、民主和發展方面有著一定的共同点，更通过在联合国、葡萄牙语国家共同体、77國集團等多個國際組織的合作交流不斷实现邦交的深化、多元化。

## 经贸关系
巴西在16世纪就与包括圣普在内的葡属非洲各殖民地建立了经济联系。巴西生产的烟草、蔗糖等产品也开始输入当地。
聖多美和普林西比国土狭小，产业落后，經濟以農業爲主，粮食不能自给，商品缺乏竞争力，长期处于贸易逆差。据经济复杂性研究中心统计，2020年，巴、圣普双边贸易额约为308万美元，其中绝大部分为巴西出口，主要向圣普输出大米、蔗糖与肉类等产品。而圣多美和普林西比则主要向巴西出口电子配件。随着巴西政府对非洲的重视，一些巴西企业也表现出对圣普的投资兴趣。

## 人文交流

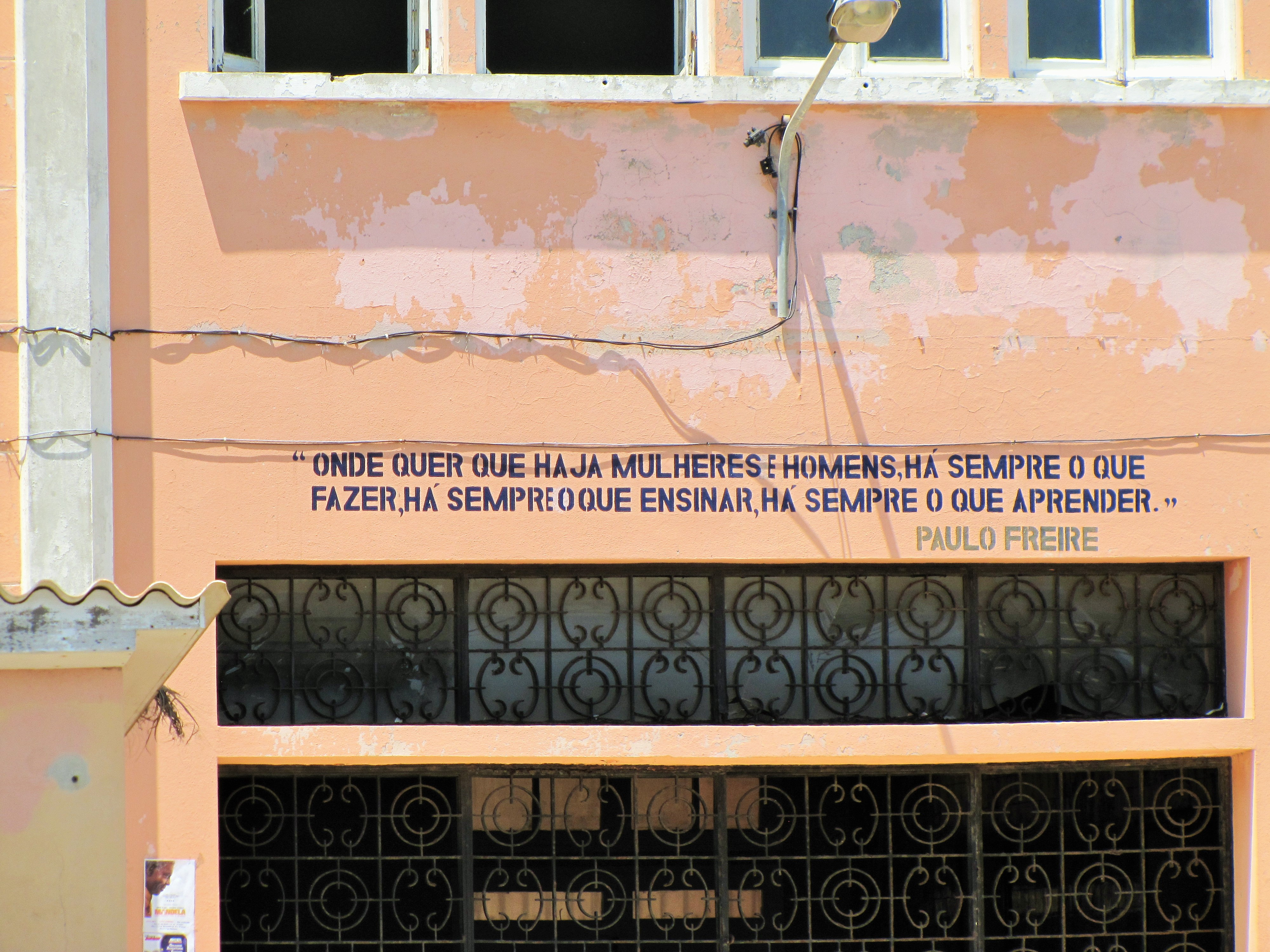
圣多美市内的一所高级中学教学楼上写有巴西哲学家保罗·弗莱雷的格言

巴西、聖多美和普林西比两国都是葡萄牙語圈的一部分，在葡萄牙殖民帝國时期就已经有人文往来。自卢拉执政以来，巴西加强了与聖多美和普林西比的人文交流，不仅在聖多美和普林西比开设巴西文化中心，推广巴西文化，也开设非洲葡语国家国际电视台，提高巴西在当地的影响力。巴西在圣多美的文化中心也时常與圣普媒体、中国等國家派駐在圣普的外交使館合作，以促進当地發展。在教育上，巴西也向聖多美和普林西比提供了大量人员培训机会及教育合作项目。2010年，巴西政府更成立葡非巴联合联邦大学，招收圣普等非洲国家的留学生。2000-2020年间，聖多美和普林西比共有380名留学生在巴西接受了高等教育。
巴西致力于向聖多美和普林西比提供技術合作。巴西通过巴西合作署（Agência Brasileira de Cooperação）等机构，在教育、衛生、政府信息化、農業、成人掃盲、國防、城市基礎設施、警察、艾滋病防治和社會保障等領域均对圣普提供了一定的人道主义援助。

## 引用
1. ↑  徐国庆（2012年），第136页
2. ↑  Alan（1951年）
3. ↑  徐国庆（2012年），第136-137页
4. ↑  贺双荣（2011年）
5. 1 2 3 4  外交部（2022年）
6. ↑  徐国庆（2012年），第138页
7. ↑  曹升生（2013年），第43页
8. 1 2  王涛等（2021年）
9. ↑  CIA（2023年）
10. ↑  OEC（2023年）
11. ↑  徐国庆（2012年），第142页
12. ↑  电影（2019年）
13. ↑  徐国庆（2012年），第146-151页
14. ↑  徐国庆（2014年）
15. ↑  EBC（2019年）